# Nicole Bogner
Nicole Bogner (22 de marzo de 1984-6 de enero de 2012) fue una cantante austriaca, más conocida por ser la primera vocalista femenina de la banda de power metal sinfónico Visions of Atlantis, donde estuvo desde 2000 hasta finales de 2005. Su voz era de mezzosoprano ligera, por lo cual también se dio a conocer cantando música clásica y en un coro.

## Carrera musical
A la edad de 16 años conoció a la recién formada banda Visions of Atlantis, creada a partir de la fascinación de sus fundadores Werner Fiedler, Thomas Caser, Christian Stani y Chris Kamper por el mito de la Atlántida y los secretos del Océano. En otoño de 2000, Nicole se unió a la banda y poco después grabaron su primer demo llamado "Morning in Atlantis".
En 2002, Bogner y la banda grabaron su primer álbum Eternal Endless Infinity. La hermosa e inquietante voz de Bogner que hacía creer que pertenecía al elenco de una opera, hacía una gran combinación con la voz masculina, Christian Stani.
En noviembre de 2004, después de cambios en la banda y en la discográfica, grabó ahora junto a Mario Plank el segundo disco de la banda y el que los llevó al éxito, llamado Cast Away. A principios de 2005 iniciaron una gira por Europa y al terminar la gira Nicole dejó la banda debido a compromisos en otros lugares.

## Muerte
El 6 de enero de 2012, Visions of Atlantis anunció a través de su página de Facebook que Nicole había fallecido a la edad de 27 años después de luchar contra una enfermedad grave durante un largo periodo de tiempo. La banda expresó:

“In deep mourning and with highest respect we have to notify all Visions of Atlantis fans that our former female Singer Nicole Bogner has passed away at the age of 27 after fighting a severe disease over a long period of time. The band is shocked about the loss of an old VoA-family member but wants to express sincere gratitude to Nicole not only for 5 years of sharing a musical Vision but also for more than a decade of friendship inside and outside of Visions of Atlantis.
Without Nicole Visions of Atlantis would have never been born and her unique voice and personality were a big part of VoA. With Nicole a great part of Visions Of Atlantis died as well. We will always treasure your warm hearted soul, you will never be forgotten Nici. Rest in Peace NICOLE and thank you! The VoA-family”
“De luto riguroso y con el mayor respeto tenemos que notificar a todos los fans de Visions of Atlantis que nuestra ex cantante femenina Nicole Bogner ha fallecido a la edad de 27 después de luchar contra una enfermedad grave durante un largo período de tiempo. La banda está conmocionada por la pérdida de un antiguo miembro de la familia VoA pero quiere expresar sincera gratitud a Nicole no sólo por 5 años de compartir una Visión musical, sino también por más de una década de amistad dentro y fuera de Visions of Atlantis.
Sin Nicole Visions of Atlantis nunca habría nacido y su voz única y personalidad eran una gran parte de VoA. Con Nicole una gran parte de Visions Of Atlantis murió también. Siempre vamos a atesorar su alma de buen corazón, tú nunca serás olvidada Nici. Descanse en Paz NICOLE y gracias! La familia VoA”
 Visions of Atlantis

Después de su muerte sus fanes y amigos crearon en Facebook la página In Memoriam Nicole Bogner en su memoria y honor.

## Discografía

### Visions of Atlantis
Demos
- Morning in Atlantis (2000)

Álbumes de estudio
- Eternal Endless Infinity (2002)
- Cast Away (2004)

Singles
- Lost (2004)

Videos musicales
- Lost